# Louis Holt
Pour les articles homonymes, voir Holt.
Louis Holt, né le 26 octobre 1865 à Séville et mort en décembre 1914 dans un lieu non connu, est un architecte français. Installé à Paris, il est l’auteur des plans de projets et de réalisations de villas balnéaires du Touquet-Paris-Plage et de La Baule.

## Biographie
Louis Marie Laurent Holt naît le 26 octobre 1865 à Séville en Espagne du mariage de Richard Holt, négociant, et d'Émilie Pauline Joséphine Simonin. Il est naturalisé français comme le précise sa fiche militaire.
Il épouse Angèle Irène Eugènie Bard le 27 décembre 1894 dans le 17e arrondissement de Paris.
Louis Holt est un architecte parisien installé au 99, rue de Longchamp, dans le 16e arrondissement de Paris.
Il collabore avec Charles Bonnaire  (d) (1847-1923), architecte parisien.
Il meurt en décembre 1914.

## Réalisations
- Loire-Atlantique
  - à La Baule : il signe en 1912 les plans de la villa balnéaire bauloise La Tyrolienne, d’un style dissymétrique médiéval[5]. Cette villa est classée patrimoine exceptionnel de La Baule[6]

- Pas-de-Calais
  - à Paris-Plage, où il demeure, rue de Paris, face à l'hôtel des Bains, il réalise les plans de deux villas[7] :
    - En 1900, villa Les Orchidées, au 65, boulevard de la Mer (Docteur Jules-Pouget aujourd'hui).
    - En 1901, Villa Alexandre, au no 1, rue de Paris.

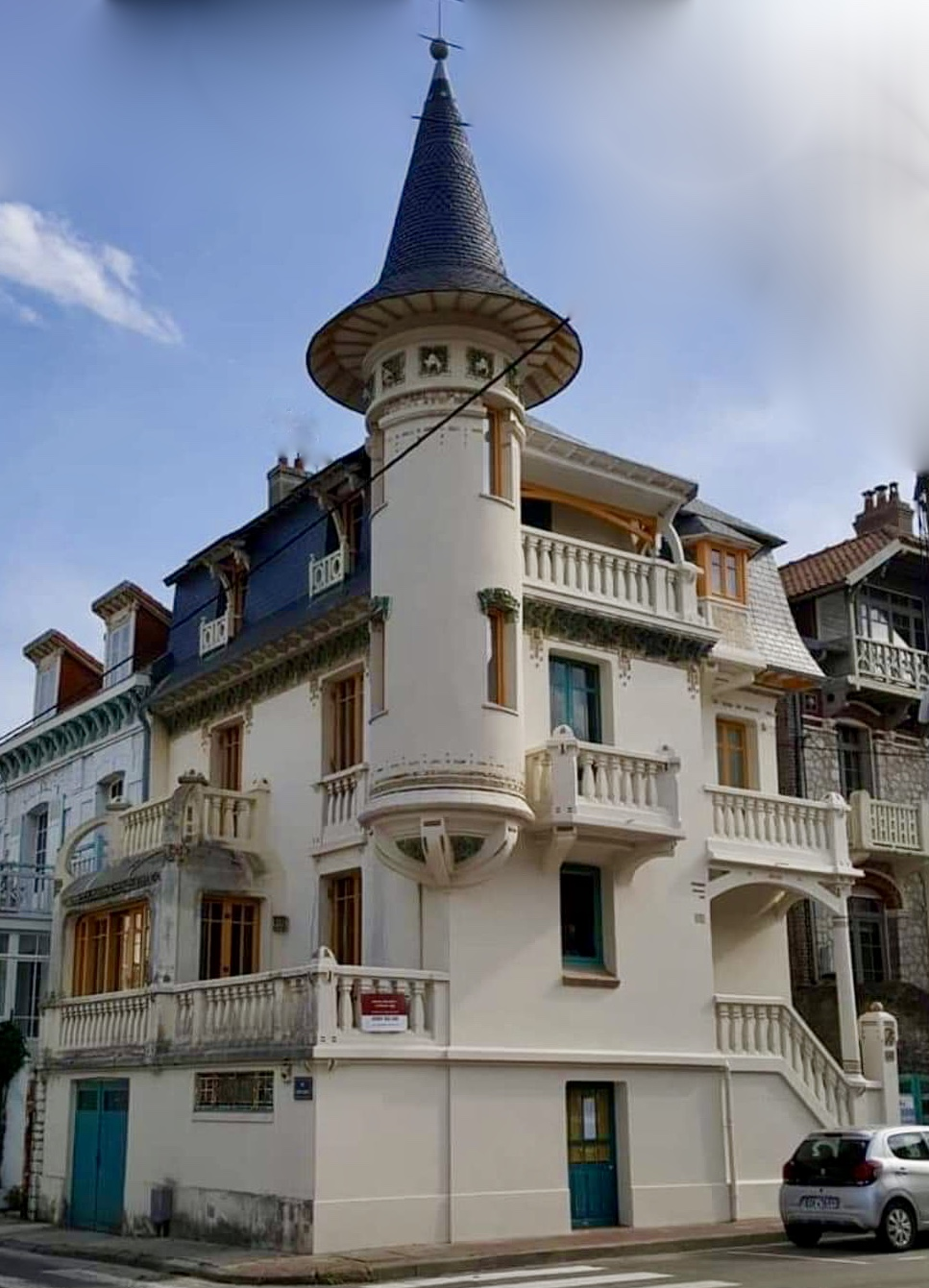
Villa Alexandre au Touquet-Paris-Plage.

## Publication
L'attachement que Louis Holt porte à Paris-Plage le pousse à publier une brochure vantant les atouts de cette jeune station balnéaire :
- Louis Holt, Paris-Plage, le Touquet, par Étaples (Pas-de-Calais) : Chemin de fer du Nord (ligne de Boulogne-sur-Mer), Paris-Plage, Paris, 1902, 18 p. (lire en ligne)

## Pour approfondir